# Trzeciakiszki
Trzeciakiszki (lit. Trečiokiškės) − wieś na Litwie, w rejonie wileńskim, 1 km na północ od Duksztów, zamieszkana przez 7 ludzi.

## Historia
W dwudziestoleciu międzywojennym leżały w Polsce, w województwie wileńskim, w powiecie wileńsko-trockim, w gminie Mejszagoła.
Po II wojnie światowej w granicach Związku Sowieckiego. Od 1991 na niepodległej Litwie.